# Bactrodesmium cubense
Bactrodesmium cubense är en svampart som först beskrevs av R.F. Castañeda & G.R.W. Arnold, och fick sitt nu gällande namn av Zucconi & Lunghini 1997. Bactrodesmium cubense ingår i släktet Bactrodesmium, klassen Dothideomycetes, divisionen sporsäcksvampar och riket svampar.   Inga underarter finns listade i Catalogue of Life.